# Adygejsk
Adygejsk (rusky Адыге́йск, adygejsky Адыгэкъалэ) je město v Adygejsku v Ruské federaci. Žije zde přibližně 13 tisíc obyvatel.

## Poloha a doprava
Adygejsk leží v Předkavkazí na jižním břehu Krasnodarské přehrady na Kubáni. Od Majkopu, hlavního města republiky, je vzdálen přibližně sto kilometrů severozápadně. Nejbližší města jsou Krasnodar 22 kilometrů severozápadně a Gorjačij Ključ 28 kilometrů jižně.
Přes město vede dálnice M4 z Moskvy přes Rostov na Donu do Novorossijsku. Adygejsk je po ní od Moskvy vzdálen přibližně 1358 kilometrů.

## Dějiny
Adygejsk byl založen v roce 1969 se jménem Adygejskij jako obec pro přesídlení obyvatel vesnic zaplavených Krasnodarskou přehradou. V roce 1976 se stal městem a byl přejmenovaný na Teučežsk (Теуче́жск) k poctě adygejského básníka Cuga Teučeže. V roce 1992 byl přejmenován na Adygejsk.